# إيمانويل غنيفتوس
إيمانويل غنيفتوس (باليونانية: Μανώλης Γνευτός)‏ (1904 – القرن الـ20) هو ملاكم يوناني راحل، مثّل بلاده في الألعاب الأولمبية الصيفية 1924.

## روابط خارجية
إيمانويل غنيفتوس على موقع أوليمبيديا (الإنجليزية)